# Powstanie Fryzów

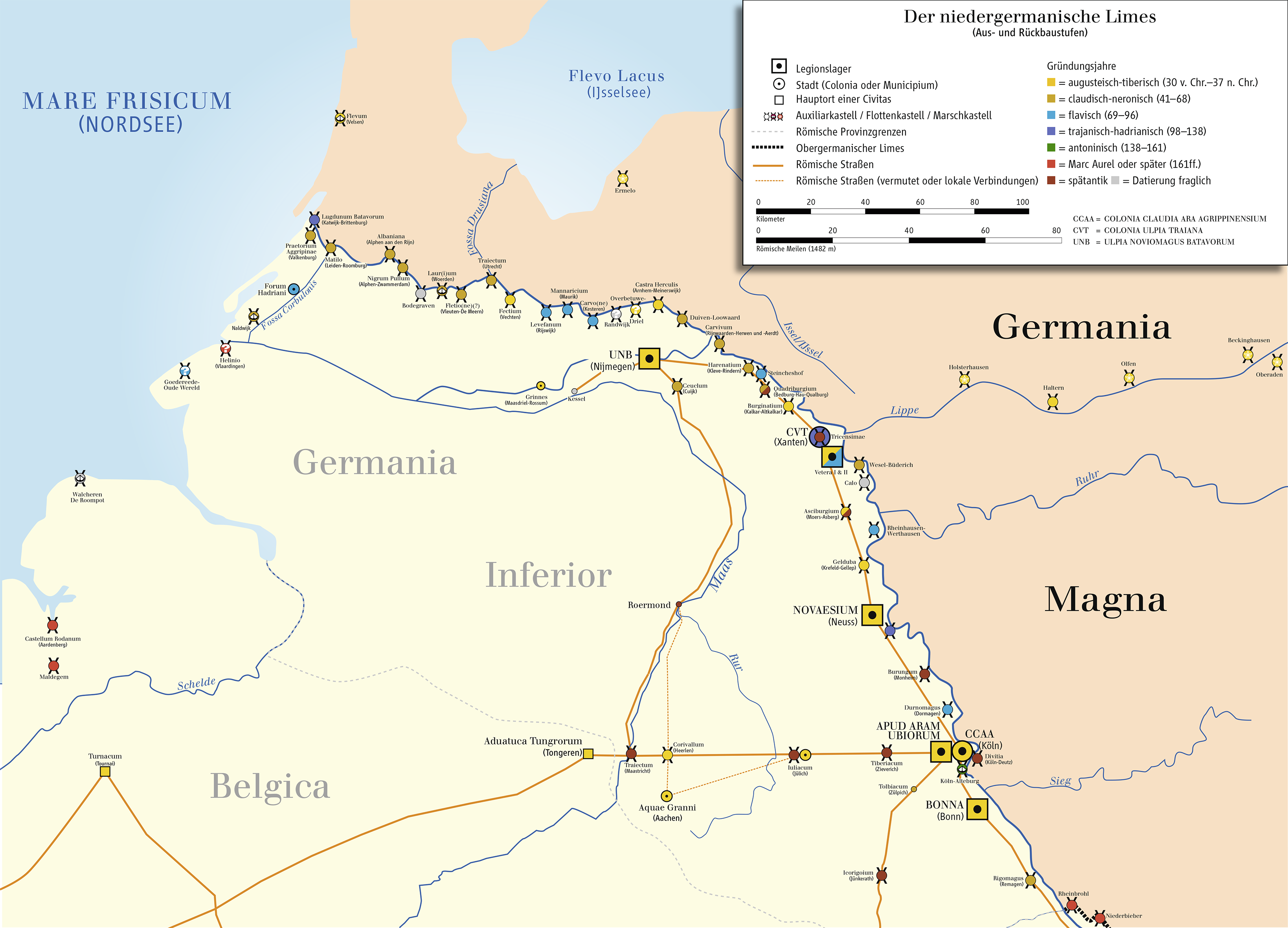
Granice rzymskie nad dolnym Renem, z zaznaczoną lokalizacją Flevum

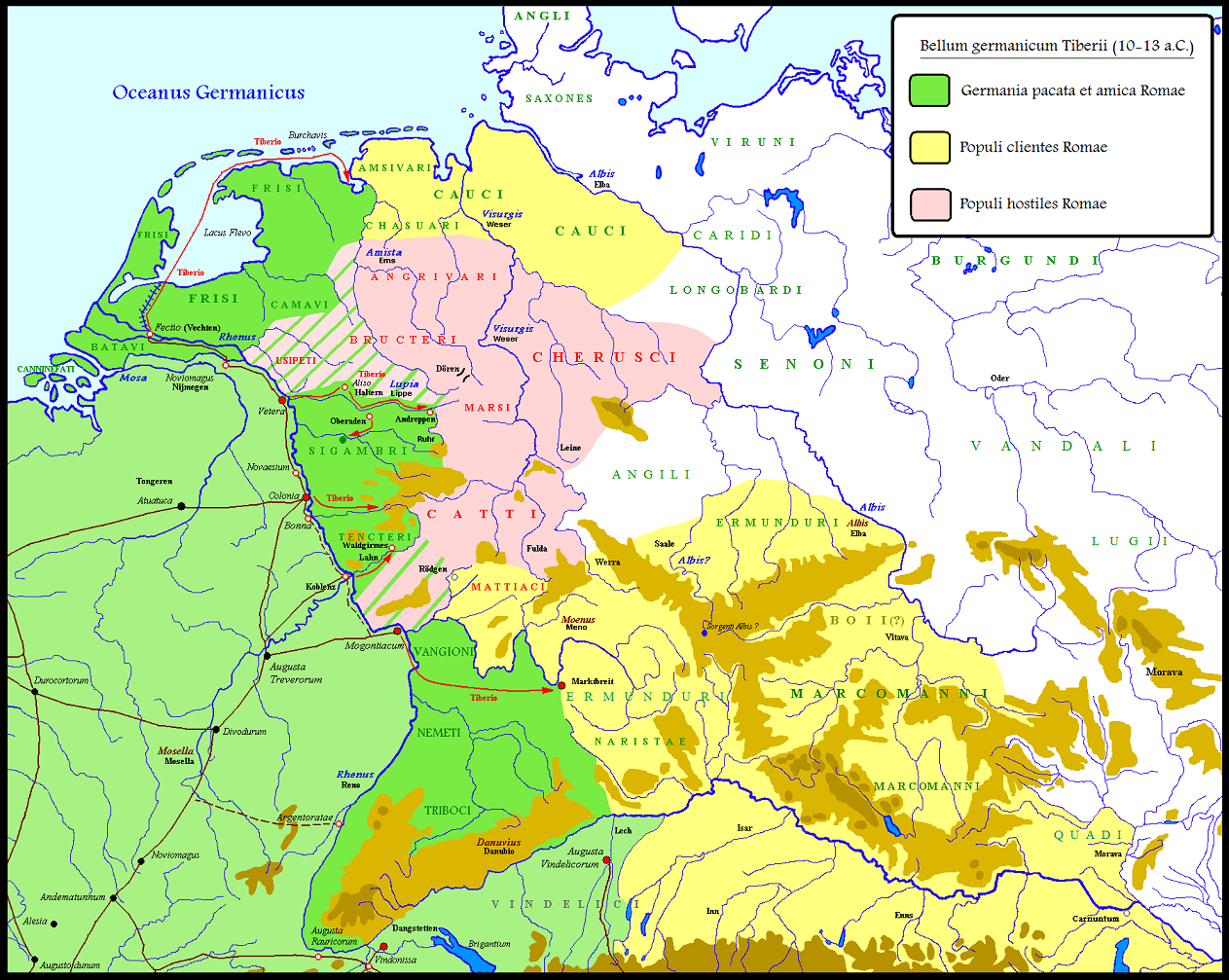
Germania przed powstaniem Fryzów (10-13 r. n.e.)

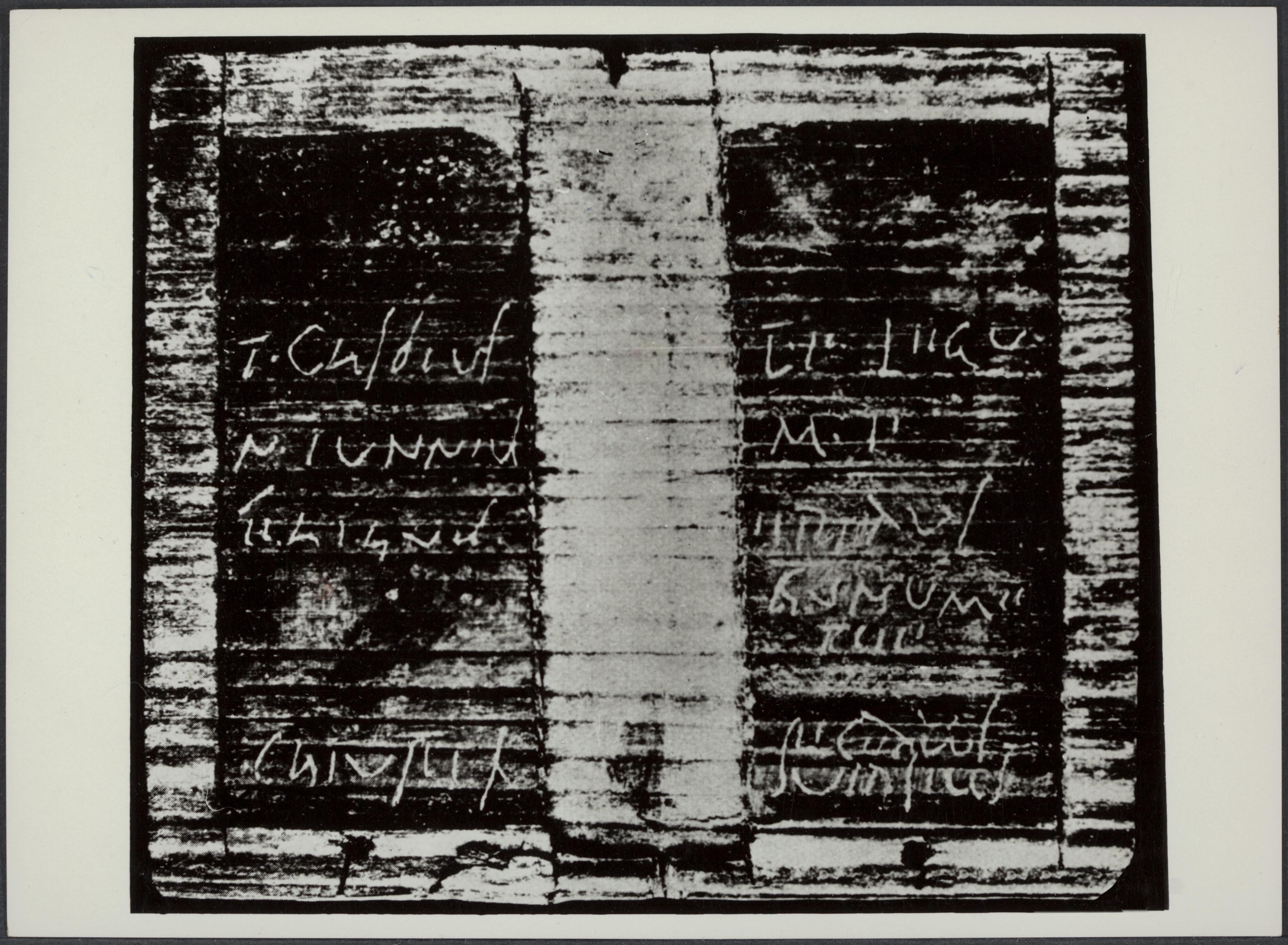
Tabliczka z Tolsum

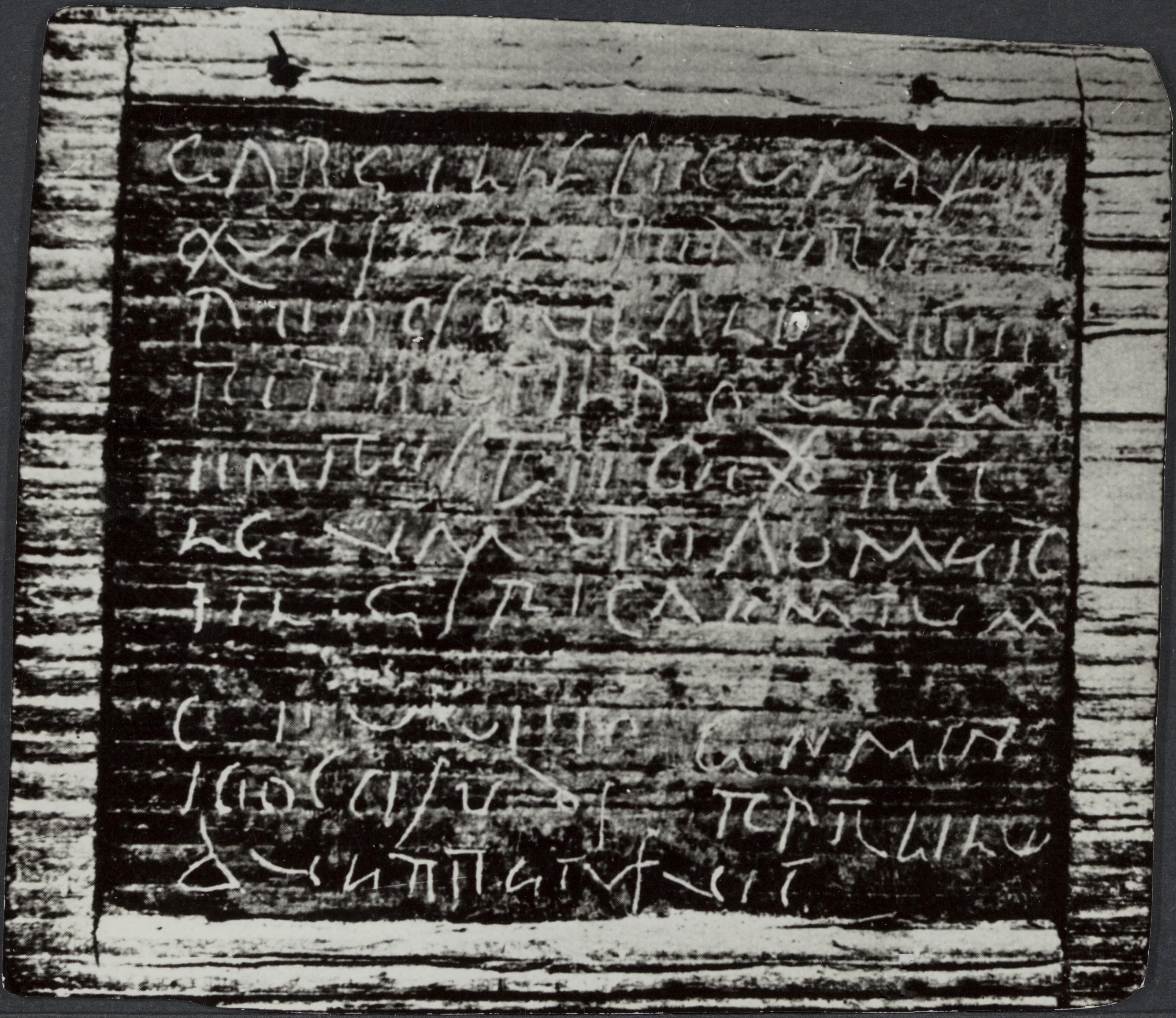
Tabliczka z Tolsum

Powstanie Fryzów – zbrojne wystąpienie Fryzów przeciwko Rzymianom w roku 28 roku n.e., znane z Roczników Tacyta [IV, 72].
Fryzowie (Frisii) byli plemieniem germańskim zamieszkującym podmokłe obszary położone między ujściem Renu i Amizą. Od czasów kampanii germańskiej Druzusa w 12 roku p.n.e. byli zależni od Rzymu (o relacjach Druzusa z Fryzami mówi też Kasjusz Dion [LIV, 32]), formalnie jako sprzymierzeńcy. Przymierze nie uległo zerwaniu po bitwie w Lesie Teutoburskim, prawdopodobnie dlatego, że Fryzowie bardziej obawiali się sąsiednich plemion ze wschodu, niż Rzymian. Mimo statusu sprzymierzeńców musieli jednak na mocy układu z Druzusem płacić Rzymianom pewną ilość skór bydlęcych na użytek armii (potrzebnych głównie do wyrobu zbrój i namiotów), na ich ziemiach stacjonowali też pobierający ten trybut żołnierze. Ze względu na ubóstwo kraju Druzus łaskawie nałożył go jednak w umiarkowanej wysokości, nie określono przy tym dokładnie ilości i rodzaju skór. Fryzowie pozostawali z Rzymianami w raczej dobrych relacjach, często też służyli w rzymskiej armii, nawet w odległych regionach, trudno jednak określić zakres wpływu, jaki wywarła na nich rzymska cywilizacja. Ze względu na depopulację terenów północnej Holandii w późnej starożytności brak jest ciągłości, w tym osadniczej, między starożytnymi Frisii a znanym od wczesnego średniowiecza ludem Fryzów, natomiast istnieje pewien związek między bydłem Fryzów wzmiankowanym przez Tacyta a popularną (ukształtowaną jednak w XVIII wieku) rasą holsztyno-fryzyjską, odnaleziono bowiem podobne do czaszek bydła holsztyno-fryzyjskiego czaszki bydła fryzyjskiego z czasów rzymskich. Odpowiada rzeczywistości informacja Tacyta o małych rozmiarach bydła germańskiego (ok. 110 cm wysokości), natomiast bydło rzymskie było znacznie większe (do 140 cm). Istotność hodowli bydła dla gospodarki ludów germańskich zgodnie poświadczają Tacyt i Cezar.
Zależność niektórych plemion germańskich już po klęsce w Lesie Teutoburskim, ujmując ją w modelu Klientel-Randstaaten, historyk Reinhard Wolters widzi nie jako celową dążność Rzymian do tworzenia państw buforowych, ale jako pozbawiony większego znaczenia zbiór pozostałości uprzedniego porządku, poglądy historyków bywają tu jednak rozbieżne. Nie tylko na wschód od Renu, ale nawet w obrębie niemal całej Dolnej Germanii lokalne plemiona nie były według modelu Woltersa objęte administracją rzymską, ale traktowane były jako odrębne podmioty o charakterze klienckim, z zachowaniem administracji miejscowej: Rzym nie organizował więc civitates i nie prowadził zorganizowanej urbanizacji. Inny model, który sam nazywa „modelem kottyjskim” (od Marcusa Iuliusa Cottiusa, któremu w 12 r. p.n.e. August przyznał funkcję praefectus civitatium kilku małych plemion alpejskich), gdzie relacje Rzymu z plemionami zależnymi ujmuje się jako Militärverwaltung, przyjmuje Jan Slofstra. W przypadku mniej znaczących plemion, czego przykładem jest omówiona niżej postać Olenniusa, ów wojskowy zarząd niemający na celu wprowadzania wzorców ogólnorzymskich sprawował zasłużony były primipilus, natomiast w przypadku większych plemion, związanych z Rzymem przymierzem, prefektem zostawał przywódca lokalny: Rzym tak stosował wobec plemion przymus, jak i starał się związać ze sobą miejscowe elity. Oba modele uznaje za nie całkiem wystarczające Nico Roymans, stawiając pytania o stopień heterogeniczności administracji rzymskiej wśród Germanów oraz podając wiele przykładów municypalizacji (przykładem takim może być zresztą także działalność Korbulona wśród Fryzów już po powstaniu).
Powstanie Fryzów nie było wywołane dążeniem do niezależności politycznej czy niechęcią do Rzymian, ale nagłym i katastrofalnym w rozmiarach zwiększeniem trybutu. Gdy zarządzanie sprawami Fryzów powierzono byłemu centurionowi (primipilusowi) Olenniusowi, nakazał on, powodowany zapewne chęcią uzyskania promocji lub wzbogacenia się, by trybut płacić nie w skórach wołowych (jako że bydło Fryzów było niewielkich rozmiarów), ale w skórach bydła dzikiego (turów). Częstym było w okresie wczesnego cesarstwa powierzanie zasłużonym byłym primipilusom rozmaitych zaszczytnych funkcji, w tym przypadku funkcji praefectus civitatis, administratora spraw nowo ujarzmionych plemion.
Według Jana de Koniga tury nie występowały zapewne w okolicach ujścia Renu, Olennius mógł przy tym nie zdawać sobie sprawy z tego, że żądanie jego jest niemożliwe do spełnienia. Mógł też nie posiadać informacji o hodowli bydła u Fryzów, w tym o małych rozmiarach ich bydła w porównaniu z bydłem rzymskim. Cis van Vuure, w monografii poświęconej turom, uznaje jednak przekaz Tacyta za potwierdzenie występowania tych zwierząt na terenie Holandii w starożytności, przynajmniej w pewnym zakresie; istnieje też bardzo wiele znalezisk kości turów z tego kraju (z okresu rzymskiego), które nie dają jednak jasnego obrazu zasięgu ich występowania. W szczególności na północnym obszarze nadmorskim mimo znalezisk kości tury raczej nie występowały. Skóry te były rzadkie i drogie, zarządzenie to doprowadziło wręcz do ruiny Fryzów. Musieli oni sprzedawać swoje bydło, ziemię, a nawet żony i dzieci w niewolę. Protesty nie przyniosły skutku, Fryzowie postanowili więc wystąpić przeciw Rzymianom zbrojnie. Powiesili, względnie ukrzyżowali zbierających podatki żołnierzy, Olennius zbiegł zaś do twierdzy (castellum) Flevum (obecnie na obszarze Velsen). Nie jest znany rodzaj śmierci, którą ponieśli żołnierze, wyrażenie Tacyta (patibulo adfixti) jest bowiem niejasne: nie zawsze jasne jest samo znaczenie słowa patibulum, często używanego zamiennie z crux, także czasownik affingere nie pozwala na ustalenie rodzaju kary. Tacyt uważa powstanie za uzasadnione i sprowokowane przez rzymską chciwość.
Fryzowie ścigali Olenniusa i rozpoczęli oblężenie Flevum. Dowiedziawszy się o tym Lucius Apronius, propretor Dolnej Germanii, ściągnął z Górnej Germanii posiłki złożone z legionów i pomocniczych oddziałów kawalerii i piechoty. Tacyt nie podaje, czy oblężenie Flevum zakończyło się sukcesem. Rzymianie słabo znali bagniste terytoria, na których odbywały się walki. Jako że Fryzowie przyjęli przy tym taktykę partyzancką, odnosili wiele porażek w bitwie, w której uczestniczyły główne siły rzymskie. Oddziały rzymskie był to przede wszystkim Legio V Alaudae, pod dowództwem legata Cethegusa Labeo, natomiast oddziały pomocnicze rekrutowały się z plemienia Cannanefates. Przekaz Tacyta uzupełnia tu omówiona niżej tabliczka z Tolsum z 29 roku n.e., wymieniająca trybuna Legio V Alaudae o imieniu Titus Cassius oraz żołnierza z plemienia Batawów; opisane w sposób nieformalny (quod peditum Germanorum inter nostros mererbat) przez Tacyta oddziały germańskie mogły wywodzić się spośród Batawów (złożoną relację oddziałów rekrutowanych spośród Cannanefates i Batawów omawia szerszej Nico Roymans).
Główne siły rzymskie wycofały się: zginęło wielu centurionów, a Apronius nie nakazał nawet pochować zmarłych, można nawet przypuszczać, że dowództwo rzymskie zbiegło z pola bitwy. Następnie odkryto, że w lesie poświęconym lokalnej bogini Baduhennie (bitwa w lesie Baduhenny) zginęło około 900 żołnierzy rzymskich (prawdopodobnie głównie sił pomocniczych, odciętych na skutek nagłego odwrotu), co stanowiło bardzo znaczne straty. Ponadto 400 żołnierzy rzymskich (także zapewne sił pomocniczych), którzy schronili się w willi weterana Cruptoriksa, popełniło zbiorowe samobójstwo w obawie przed zdradą, prawdopodobnie pracujących tam sług miejscowego pochodzenia. Wiadomości o klęsce Aproniusa, który prawdopodobnie wycofywał się wzdłuż Renu, wkrótce dotarły do cesarza Tyberiusza. Cesarz zdecydował, aby ukrywać informacje o rozmiarach klęski i o niepodejmowaniu działań odwetowych. Apronius należał do grona osób, które cesarz darzył zaufaniem i które zawdzięczały mu wysoką pozycję: Tyberiusz ukrywał rozmiary klęski, by nie musieć mianować nowego dowódcy w wojnie odwetowej; Apronius zachował więc swoje stanowisko. Także senat był, według Tacyta, pochłonięty pilniejszymi sprawami, niż wojna w tak odległym zakątku państwa. Natomiast Fryzowie zaczęli cieszyć się wielką sławą wśród innych plemion germańskich. Reinhard Wolters ujmuje natomiast brak reakcji Tyberiusza w kontekście odwołania przez niego nieco wcześniejszej wyprawy Germanika: ewentualnego triumfatora w wojnie z Fryzami Tyberiusz widziałby równie zazdrośnie i niechętnie, co właśnie zwycięstwa Germanika.
Flevum identyfikuje się zazwyczaj ze stanowiskami archeologicznymi na terenie Velsen, gdzie istniała baza morska w ujściu Renu (ramię Oer-IJ), identyfikacja ta nie jest jednak pewna. Stanowisko archeologiczne Velsen-1, założone ok. 14-16 r. n.e., zostało opuszczone przez Rzymian po walkach z Fryzami, o czym świadczą dane archeologiczne. Umożliwiają też one rekonstrukcję przebiegu ataku, przede wszystkim dzięki odnalezieniu licznych egzemplarzy sporządzanej w czasie oblężenia prowizorycznej broni: po pierwszym, nieudanym uderzeniu Fryzom udało się wedrzeć do twierdzy, znaczna część załogi jednak przetrwała, a następnie została ewakuowana. Odnaleziono trzy ciała żołnierzy rzymskich pochowane szybko, bez kremacji, w studni: przy jednym z żołnierzy znaleziono monetę pozwalającą datować walki w Velsen-1 na ok. 22-35 rok n.e.; ponadto odnaleziono wiele ciał niepochowanych, które płynęły z nurtem rzeki. Flevum odbudowano wprawdzie (stanowisko archeologiczne Velsen-2) ok. 40 roku n.e., po odbudowie przetrwało jednak tylko do 47 roku. Odtąd granica rzymska utrwaliła się na długo na Starym Renie, na południe od Oer-IJ. Opuszczone Velsen-1 było następnie plądrowane, tak np. hełm rzymski odnaleziony w Uitgeest-Dorregeest świadczyć może o udziale mieszkańców tych okolic w powstaniu.
Odtąd Fryzowie pozostawali niezależni od Rzymu. Jedynie w 47 roku musieli, pokonani przez Korbulona, ponownie się z nimi sprzymierzyć ze względu na inwazję Chauków, otrzymując nawet organizację w formie civitas, z magistratem i senatem (wydarzenia te także relacjonuje Tacyt w Rocznikach [XI, 19]). Z najazdem Chauków wiąże się prawdopodobnie budowa Velsen-2. Sytuacja ta trwała jednak krótko, gdyż z nieznanych powodów z polecenia cesarza Klaudiusza Rzymianie wycofali się wkrótce z ich ziem (relacje pozostawały jednak napięte, Fryzowie m.in. wzięli udział w antyrzymskim powstaniu Batawów w 69 r. n.e.: w czasach tych odwiedzili Rzym przywódcy Fryzów Verritus i Malorix).
O dalszej obecności Rzymian na ziemiach fryzyjskich może jednak świadczyć drewniana tabliczka z Tolsum (tabula cerata), datowana na 29 rok n.e., a więc już po zasadniczym konflikcie, odnaleziona w 1914 w Tolsum w prowincji Fryzja, a więc daleko na północ od ujścia Renu. Na dokładne datowanie obiektu i nowe odczytanie zatartego tekstu pozwoliły dopiero badania XXI-wieczne. O ile tabliczka pochodzi z Tolsum, a nie została przeniesiona tam później, bazująca na tekście Tacyta opinia, że Tyberiusz pogodził się z utratą ziem fryzyjskich i zatuszował sprawę nie jest prawdziwa, a Rzymianie zachowali kontrolę nad regionem.
Ze względu na bunt Fryzów w 28 roku datowanie na 29 rok odrzucił pierwszy badacz odkrytej w 1914 roku tabliczki i autor jej pierwszego odczytania, Carl Wilhelm Vollgraff, obecnie jednak datowanie na 29 rok jest pewne. Według rekonstrukcji Vollgraffa tekst tabliczki stanowi umowę o sprzedaży wołu, co każe kojarzyć go z mówiącym o wołach przekazem Tacyta, w nowym odczytaniu wół jednak nie występuje. Wymienione w tekście tabliczki strony i świadkowie (m.in. trybun Legio V Alaudae oraz żołnierz pochodzący plemienia Batawów) potwierdzają pochodzenie z terenu Holandii. Inne niż odkryte w Velsen ślady obecności wojskowej Rzymian w Holandii na północ od Renu, mimo stosunkowej obfitości źródeł pisanych, są natomiast skąpe, Velsen jest najdalej na wysuniętym na północ w kontynentalnej Europie rzymskim obozem wojskowym. Do ważniejszych odkryć należą dokonane w położonym w prowincji Gronigen Winsum, trudne do interpretacji: być może znajdował się tam obóz tymczasowy. Obiekty niewojskowe występują natomiast często. To, że Tolsum było pierwotną lokalizacją tabliczki jest natomiast, ze względu na wiele innych odnalezionych w pobliskim Winsum obiektów pochodzenia rzymskiego, wysoce prawdopodobne. Obecność Rzymian w okolicach Tolsum miała prawdopodobnie stały charakter. W sumie świadectwa archeologiczne sugerują więc rzymską obecność wojskową na ziemiach Fryzów także po powstaniu.
Ponadto mimo że zatuszowanie przez cesarza klęski prowadzić może w sposób naturalny do wniosku o ustaniu obecności militarnej Rzymian na ziemiach Fryzów po powstaniu, to jednak Tacyt nie podaje wprost takiego faktu. A.K. Bowman, R.S.O. Tomlin, K.A. Worp wskazują na dwa możliwe rozwiązania tego problemu: albo Rzymianie (analogicznie jak w Germanii po bitwie w Lesie Teutoburskim) zdołali utrzymać obecność wojskową pomimo porażki, albo w pierwszych miesiącach 29 roku powstanie wciąż trwało, Tacyt zaś skondensował do jednego roku narrację o konflikcie, który w rzeczywistości trwał dwa lata. Drugie rozwiązanie jest tym bardziej prawdopodobne, że tego rodzaju kondensacja dwuletnich konfliktów występuje poza tym kilkakrotnie w pismach Tacyta.